# Wald (Hohenzollern)
Wald (Hohenzollern) este o comună din landul Baden-Württemberg, Germania.

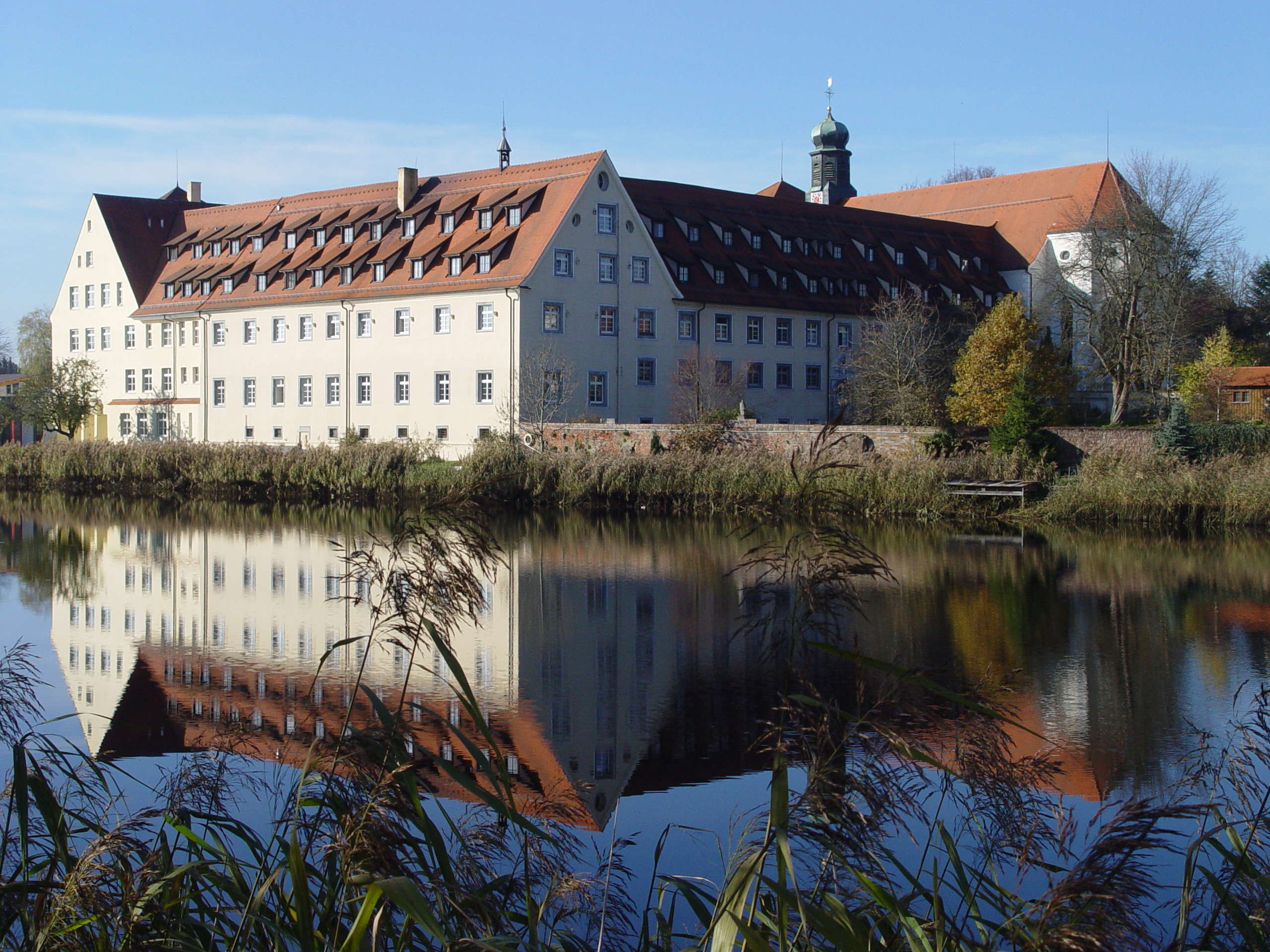
"Kloster Wald"

1. ↑   http://www.statistik.baden-wuerttemberg.de/BevoelkGebiet/Bevoelkerung/01515020.tab?R=GS437118 Lipsește sau este vid: |title= (ajutor)